# Craig (Colorado)
Craig è una città degli Stati Uniti d'America, capoluogo di contea della Contea di Moffat, nello Stato del Colorado. Nel 2000 la popolazione era stimata in 9.189 abitanti.

## Geografia fisica
Secondo i rilevamenti dell'United States Census Bureau, Rangely si estende su una superficie di 12,6 km².